# Casper Sleep
Pour les articles homonymes, voir Casper.
Casper Sleep ou plus simplement Casper est une entreprise américaine de commerce en ligne basée à New-York, qui vend des produits associés au sommeil (matelas, oreillers, draps notamment). Créée en avril 2014 par Philip Krim, la société lève en août près de 13 millions de dollars auprès de plusieurs fonds d'investissement, puis 55 millions l'année suivante sur la base d'une évaluation à 500 millions de dollars.